# آدلاید ایتالیا
آدلاید ایتالیا (انگلیسی: Adelaide of Italy; 931 – ۱۶ دسامبر ۰۹۹۹) یک قدیس مسیحی اهل آلمان بود.